# レイジング・ケイン
『レイジング・ケイン』（Raising Cain）は、1992年のアメリカ映画。

## ストーリー
心理学者のカーターは、2年前に休業宣言をし、現在は自身の子を育てながら、その子を観察することで児童心理の研究を行っていた。その研究にかける情熱は異常に高く、ついには我が子だけでは飽き足らず、他人の子を誘拐して研究材料にしようと考えていた。そんな彼の前に、双子の弟のケインが突然現れる。ケインの手助けを借りて誘拐を成功させるカーター。二人は共謀して次々と邪魔者を消していく。

## キャスト
※括弧内は日本語吹替（VHS・BD版）
- カーター・ニックス博士 / ケイン / ニックス・シニア / ジョシュ / マーゴ - ジョン・リスゴー（樋浦勉）
- ジェニー・オキーフ - ロリータ・ダヴィドヴィッチ（小山茉美）
- ジャック・ダンテ - スティーヴン・バウアー（大塚明夫）
- ウォルドハイム博士 - フランシス・スターンハーゲン（京田尚子）
- テリー警部補 - グレッグ・ヘンリー（池田勝）
- カリー巡査部長 - トム・バウアー
- サラ - メル・ハリス（信沢三恵子）
- カレン - テリー・オースティン（小宮和枝）
- ナン - ガブリエル・カーテリス（高島雅羅）
- マック - バートン・ヘイマン（辻村真人）
- エイミー - アマンダ・ポンボ
- エマ - キャスリーン・カラン